# Jin Goo
Jin Goo (Seul, 20 luglio 1980) è un attore sudcoreano.

## Filmografia

### Cinema
- L'impero e la gloria - Roaring Currents (2014)
- 26 Years - Kwak Jin-bae (2012)
- O-jik geu-dae-man - Craft Shop Manager (2011)
- Mo-bi-dik (2011)
- Hyultu Do-yeong (2011)
- Kim-chi-jeon-jaeng - Seong-chan (2010)
- Madre - Jin-tae (2009)
- Chogamgak couple - Su-min (2008)
- Teureok (2008)
- Gidam (2007)
- Sarang-ttawin piryo-eopseo (2006)
- Aiseu-keki - In-baek (2006)
- A Dirty Carnival - Jong-su (2006)
- Dalkomhan insaeng - Min-gi (2005)
- Nangman jagaek (2003)
- One Line (원라인?), regia di Yang Kyung-mo (2017)

### Televisione
- All In (2003)
- Athena - Jeonjaeng-ui yeosin (2010)
- Ad Genius Lee Tae Baek (2014)
- Sun-jeong-e banhada (순정에 반하다?) (2015)
- Tae-yang-ui hu-ye – serie TV (2016)
- Entourage (안투라지?, AnturajiLR) – serie TV, episodio 4 (2016)
- Notti bianche (불야성) – serie TV, 20 episodi (2016-2017)
- Il crimine non va in pensione (형사록?, HyeongsarokLR) – serie TV (2022)